# Ridan
Ridan, prawdziwe imię Nadir Kouidri, (urodzony 1975 we Francji) Francuski artysta znany z muzyki o charakterze miejskim. Tematem, który powraca w jego utworach jest problem ciężkiego życia arabskich imigrantów we Francji. Jeden z najsłynniejszych i najpopularniejszych jego utworów to "Ulysse".

## Albumy
Le rève ou la vie, 2004
1. Le Rêve
2. Le Quotidien
3. Laisse Béton
4. L'agriculteur
5. Demain
6. Le Rêve Ou La Vie
7. Pauvre Con
8. Woman
9. Flic'n Blues
10. Partie De Golf

L' Ange de Mon Démon, 2007
1. J'En Peux Plus
2. Rentre Chez Toi
3. Ulysse
4. Dans Ma Rue
5. Les Fleurs
6. 60 Millions D'Amis
7. Objectif Terre
8. Le Soleil Bleu
9. Alerte A La Bombe
10. On L'Aime Quand Même